# Jorge Brown
Jorge Gibson Brown (ur. 3 kwietnia 1880 w San Vicente, zm. 3 stycznia 1936 w San Isidro) – argentyński piłkarz, grający podczas kariery na pozycji obrońcy.

## Kariera klubowa
Jorge Brown rozpoczął karierę w klubie Palermo Athletic Buenos Aires w 1896. W latach 1897–1899 był zawodnikiem Lanús Athletic Buenos Aires. Najlepszy okres w karierze Browna to lata 1900–1911, kiedy to występował w Alumni AC.
Z Alumni dziewięciokrotnie zdobył mistrzostwo Argentyny w 1900, 1902, 1903, 1905, 1906, 1907, 1909, 1910 i 1911. W latach 1912–1914 był zawodnikiem CA Argentino de Quilmes. Z Quilmes zdobył swój dziesiąty w kariery tytuł mistrza Argentyny w 1912. Ostatnim jego klubem było Belgrano AC, w którym występował w latach 1915–1916.
Potem jeszcze w latach 1914–1927 występował rekreacyjnie w klubie Buenos Aires Cricket Club, którego był prezesem.

## Kariera reprezentacyjna
W reprezentacji Argentyny Brown występował w latach 1902-1912. W reprezentacji zadebiutował 20 lipca 1902 w wygranym 6-0 meczu z Urugwajem, którym był pierwszym meczem reprezentacji Argentyny w historii. Brown w 86 min. ustalił wynik meczu.
W 1910 został powołany na pierwszą, jeszcze nieoficjalną edycję Mistrzostw Ameryki Południowej, który wówczas nazywał się Copa Centenario Revolución de Mayo 1910. Na turnieju w Buenos Aires Brown wystąpił w obu meczach Argentyny z Chile i Urugwajem. Ostatni raz w reprezentacji Brown wystąpił 5 października 1913 w przegranym 0-1 meczu z Urugwajem, którego stawką było Gran Premio de Honor Uruguayo. Ogółem w barwach albicelestes wystąpił w 23 meczach (w 18 był kapitanem), w których zdobył 4 bramki.
| Mecze i gole w reprezentacji | Mecze i gole w reprezentacji | Mecze i gole w reprezentacji | Mecze i gole w reprezentacji | Mecze i gole w reprezentacji | Mecze i gole w reprezentacji | Mecze i gole w reprezentacji |
| #                            | Data                         | Miasto                       | Przeciwnik                   | Gol                          | Wynik                        | Rozgrywki                    |
| ---------------------------- | ---------------------------- | ---------------------------- | ---------------------------- | ---------------------------- | ---------------------------- | ---------------------------- |
| 1.                           | 20.07.1902                   | Montevideo                   | Urugwaj                      | Gol                          | 6:0                          | mecz towarzyski              |
| 2.                           | 13.09.1903                   | Buenos Aires                 | Urugwaj                      | Gol · Gol                    | 2:3                          | mecz towarzyski              |
| 3.                           | 15.08.1905                   | Buenos Aires                 | Urugwaj                      |                              | 0:0                          | Copa Lipton                  |
| 4.                           | 15.08.1906                   | Montevideo                   | Urugwaj                      |                              | 2:0                          | Copa Lipton                  |
| 5.                           | 21.10.1906                   | Buenos Aires                 | Urugwaj                      |                              | 2:1                          | Copa Lipton                  |
| 6.                           | 15.08.1907                   | Buenos Aires                 | Urugwaj                      |                              | 2:1                          | Copa Lipton                  |
| 7.                           | 15.08.1908                   | Montevideo                   | Urugwaj                      |                              | 2:2                          | Copa Lipton                  |
| 8.                           | 04.10.1908                   | Buenos Aires                 | Urugwaj                      |                              | 0:1                          | Gran Premio                  |
| 9.                           | 15.08.1909                   | Buenos Aires                 | Urugwaj                      |                              | 2:1                          | Copa Lipton                  |
| 10.                          | 19.09.1909                   | Montevideo                   | Urugwaj                      |                              | 2:2                          | Copa Newton                  |
| 11.                          | 10.10.1908                   | Buenos Aires                 | Urugwaj                      | Gol                          | 3:1                          | Gran Premio                  |
| 12.                          | 05.06.1910                   | Buenos Aires                 | Chile                        |                              | 5:1                          | Copa Centenario              |
| 13.                          | 12.06.1910                   | Buenos Aires                 | Urugwaj                      |                              | 4:1                          | Copa Centenario              |
| 14.                          | 15.08.1910                   | Montevideo                   | Urugwaj                      |                              | 1:3                          | Copa Lipton                  |
| 15.                          | 15.08.1911                   | Buenos Aires                 | Urugwaj                      |                              | 0:2                          | Copa Lipton                  |
| 16.                          | 17.09.1911                   | Montevideo                   | Urugwaj                      |                              | 3:2                          | Copa Newton                  |
| 17.                          | 08.10.1911                   | Montevideo                   | Urugwaj                      |                              | 1:1                          | Gran Premio                  |
| 18.                          | 22.10.1911                   | Buenos Aires                 | Urugwaj                      |                              | 2:0                          | Gran Premio                  |
| 19.                          | 29.10.1911                   | Montevideo                   | Urugwaj                      |                              | 0:3                          | Gran Premio                  |
| 20.                          | 15.08.1912                   | Montevideo                   | Urugwaj                      |                              | 0:2                          | Copa Lipton                  |
| 21.                          | 25.08.1912                   | Montevideo                   | Urugwaj                      |                              | 0:3                          | Gran Premio                  |
| 22.                          | 06.10.1912                   | Avellaneda                   | Urugwaj                      |                              | 3:3                          | Copa Newton                  |
| 23.                          | 05.10.1913                   | Montevideo                   | Urugwaj                      |                              | 0:1                          | Gran Premio                  |